# The Sun Sets at Dawn
The Sun Sets at Dawn è un film statunitense del 1950, diretto da Paul Sloane.

## Trama
La ragazza ha attraversato il paese per dare l’ultimo saluto al ragazzo, condannato a morte e recluso nel carcere di una piccola cittadina. Il direttore della prigione e la moglie la ospitano, e si sono affezionati a lei ed al ragazzo, che, come molti del loro entourage, ritengono ingiustamente condannato.
Nella notte precedente l’esecuzione capitale un gruppo di giornalisti si ritrova nel non lontano locale di Pops in attesa di recarsi al carcere all’alba, quando la condanna verrà eseguita. L’interesse principale della stampa non è tanto per il condannato, quanto perché sarebbe la prima condanna a morte dello stato attuata tramite la sedia elettrica.
Intanto il ragazzo si confida col cappellano, e gli racconta di come, trovandosi sul luogo del delitto, sia stato “incastrato” in modo che la colpa ricadesse apparentemente su di lui.
I giornalisti vengono introdotti nella sala delle esecuzioni del carcere, e l’incaricato dà segno che si proceda, mentre nel locale di Pops, all’ora stabilita per l’esecuzione, subentra una generale tristezza.
Un anziano postino che si trova casualmente da Pops dice ad alcuni poliziotti che uno degli avventori del locale, Blackie, pure presente, non sarebbe altri che il famoso criminale John Ferrucco, autore di 5 omicidi: non viene creduto, poiché Ferrucco risulta morto tre anni prima. Il postino presenta allora a Blackie una vecchia foto segnaletica di Ferrucco, e gli si rivolge con quest’ultimo nome: Blackie estrae rapidamente un revolver e lo uccide. I poliziotti presenti, a questo punto, dopo un’aspra lotta, riescono ad ammanettare Blackie.
I giornalisti tornano da Pops per telefonare alle proprie redazioni, e, eccitati, riferiscono che, per un malfunzionamento della sedia elettrica, l’esecuzione è rimandata di mezz’ora; mentre Blackie viene tradotto nel carcere, dove si appura, tramite rilevamento delle impronte digitali, la sua identità: Blackie è effettivamente Ferrucco.
Il guasto alla sedia elettrica viene riparato, e si dà avvio all’esecuzione, quando, nella stanza attigua, Ferrucco/Blackie confessa al direttore di essere l’autore anche dell’omicidio per il quale il ragazzo sta ora subendo l’ingiusta condanna: il direttore si precipita agli interruttori generali di tutto lo stabile, e stacca la corrente. Il ragazzo è vivo, e, mentre il direttore comunica telefonicamente le novità al governatore dello stato, si ricongiunge con la ragazza.